# Oswald Pöstinger
Oswald Pöstinger (Pseudonym: Oswald Caesar, * 19. Jänner 1929 in Sierning; † 2. September 1997 in Linz) war ein österreichischer Komponist, Arrangeur und Dirigent.

## Leben und Wirken
Oswald Pöstinger wurde am 19. Jänner 1929 in Sierning, Oberösterreich, geboren. Er studierte Klavier und Komposition am Brucknerkonservatorium Linz (heute Anton Bruckner Privatuniversität). 1946 wurde er Schüler von Josef Matthias Hauer – an dessen Seminar für Zwölftonmusik er teilnahm – und ab 1950 von Egon Kornauth und Carl Orff. 1951 begann seine musikalische Tätigkeit für den ORF in Linz. Er betreute musikalisch das literarische Kabarett und untermalte Hörspiele, wobei ca. 200 Kompositionen entstanden.
1954 war er Arrangeur und Dirigent des ersten in Österreich produzierten Musicals Die Jungfrau von New Orleans. Ab 1957 war er Korrepetitor am Brucknerkonservatorium Linz. Ab 1960 arrangierte er Operetten und Filmmusiken von Robert Stolz (u. a. Venus in Seide), Rudolf Kattniggs Balkanliebe und Paul Abrahams Blume von Hawaii für die Seefestspiele Mörbisch sowie Arrangements für Marika Rökk und die Linzer Buam.
1965 begann die Zusammenarbeit mit dem Linzer Operettenkomponisten Igo Hofstetter, für dessen Operetten Roulette der Herzen, Alles spricht von Charpillon und Schach dem Boss er das Arrangement schuf. 1966 war er musikalischer Berater und Korrepetitor der Wiener Festwochen anlässlich der Uraufführung der Oper Die schwarze Spinne von Josef Matthias Hauer. Es folgten Arrangements für das Ensemble Pro Brass sowie 1980 als Auftragskomposition des Landestheater Linz das Ballett Labyrinth (nach Josef Matthias Hauer). Bis zu seiner Pensionierung war er als Lehrer an der Landesmusikschule Neuhofen an der Krems tätig.
Oswald Pöstinger verstarb am 2. September 1997 in Linz.

## Werke
- Das Labyrinth (Ballett)
- Der Weihnachtsengel (Chorwerk)
- ca. 200 Kompositionen für Hörspiele

## Auszeichnungen
- Theodor-Körner-Preis für die Arbeit Zwölftonspiel und auditive Meditation (1978)
- Berufstitel Professor (1986)